# U.S. Route 50
U.S. Route 50 is een belangrijke oost-westverbinding van het U.S. Route-netwerk, met een lengte van ongeveer 4800 km, van West Sacramento in Californië naar Ocean City, Maryland aan de Atlantische Oceaan. Het gedeelte van deze route tussen Ely en Fallon in Nevada, dwars doorheen de zeer dunbevolkte woestijn van het Grote Bekken, staat bekend als "the Loneliest Road in the USA".

## Staten
Staten waar deze weg door heen loopt zijn:
- Californië
- Nevada
- Utah
- Colorado
- Kansas
- Missouri
- Illinois
- Indiana
- Ohio
- West Virginia
- Virginia
- Washington D.C.
- Maryland

1 ·
2 ·
3 ·
4 ·
5 ·
6 ·
7 ·
8 ·
9 ·
10 ·
11 ·
12 ·
13 ·
14 ·
15 ·
16 ·
17 ·
18 ·
19 ·
20 ·
21 ·
22 ·
23 ·
24 ·
25 ·
26 ·
27 ·
28 ·
29 ·
30 ·
31 ·
32 ·
33 ·
34 ·
35 ·
36 ·
37 ·
38 ·
39 ·
40 ·
41 ·
42 ·
43 ·
44 ·
45 ·
46 ·
48 ·
49 ·
50 ·
51 ·
52 ·
53 ·
54 ·
55 ·
56 ·
57 ·
58 ·
59 ·
60 ·
61 ·
62 ·
63 ·
64 ·
65 ·
66 ·
67 ·
68 ·
69 ·
70 ·
71 ·
72 ·
73 ·
74 ·
75 ·
76 ·
77 ·
78 ·
79 ·
80 ·
81 ·
82 ·
83 ·
84 ·
85 ·
87 ·
89 ·
90 ·
91 ·
92 ·
93 ·
94 ·
95 ·
96 ·
97 ·
98 ·
99 ·
101 ·
131 ·
163 ·
199 ·
340 ·
400 ·
412 ·
425